# 太田廣 (西洋史学者)
太田 廣（おおた ひろし、1906年11月10日 - 1984年11月26日）は、日本の歴史学者。専攻は西洋史、特にドイツの宗教改革史。

## 人物
東北帝国大学法文学部で大類伸に師事し、1933年に卒業。東京文理科大学の嘱託、助手となった。一方で、東京高等師範学校書記、助教授を兼務し、1939に東京高等師範学校助教授専任となる。
1942年、台北高等学校教授に着任したが、1946年に辞職。その後、鉄道教習所講師、実践女子専門学校講師などを経て、1949年に発足間もない新潟大学人文学部の助教授となり、1952年には教授に昇任した。
1972年に新潟大学を定年退職し、名誉教授。1973年には城西大学経済学部教授に就任し、1981年に退職した。